# لويس دل فالي
لويس دل فالي (بالإنجليزية: Luis Del Valle) (27 يناير 1987 ببايامون في الولايات المتحدة - ) هو ملاكم أمريكي، صنّف ضمن فئة وزن الريشة ‏.

## إحصائيات
خاض خلال مسيرته 26 نزالا، فاز في 22 ولم يتعادل وخسر في 3. فاز بالضربة القاضية في 16 نزالا.

## روابط خارجية
- لويس دل فالي على موقع بوكس ريك (الإنجليزية) (registration required)